# 매사추세츠주
매사추세츠주(영어: The Commonwealth of Massachusetts)는 미국 북동부에 있는 주로, 뉴잉글랜드권 지역 중 하나다. 주도는 보스턴이다. 동쪽으로 대서양과 접하고 북쪽으로 버몬트주와 뉴햄프셔주, 남쪽으로 로드아일랜드주와 코네티컷주, 서쪽으로 뉴욕주와 접한다. 주 이름은 한때 이 지역 동쪽에 살았던 매사추세츠 족(Massachusett tribe)의 이름에서 왔다. 어원은 보스턴 주위의 커다란 언덕(at the great hill)을 뜻하는 알곤킨어에서 나왔다.
영국 청교도들이 정착했던 탓에 청교도의 영향을 강하게 받았다. 그러나, 아일랜드 이민자가 많으면서 아일랜드 문화가 강한 주 가운데 하나다.
매사추세츠주는 유서 깊은 교육의 고장이다. 1636년 설립된 보스턴 라틴 학교는 미국 최초 고등교육 기관이며, 케임브리지에는 현재 세계 일류 사립대학 중 하나인 하버드 대학교가 있다. 하버드 대학교는 버락 오바마 전 미국 대통령과 미셸 오바마 여사를 배출했으며, 세계 최대의 도서관이 있는 곳으로도 유명하다. 이 밖에도 최첨단 과학의 산실로 알려진 매사추세츠 공과대학교(MIT) 등 명문 대학교가 매사추세츠주에 있다.

## 역사

### 초기 역사

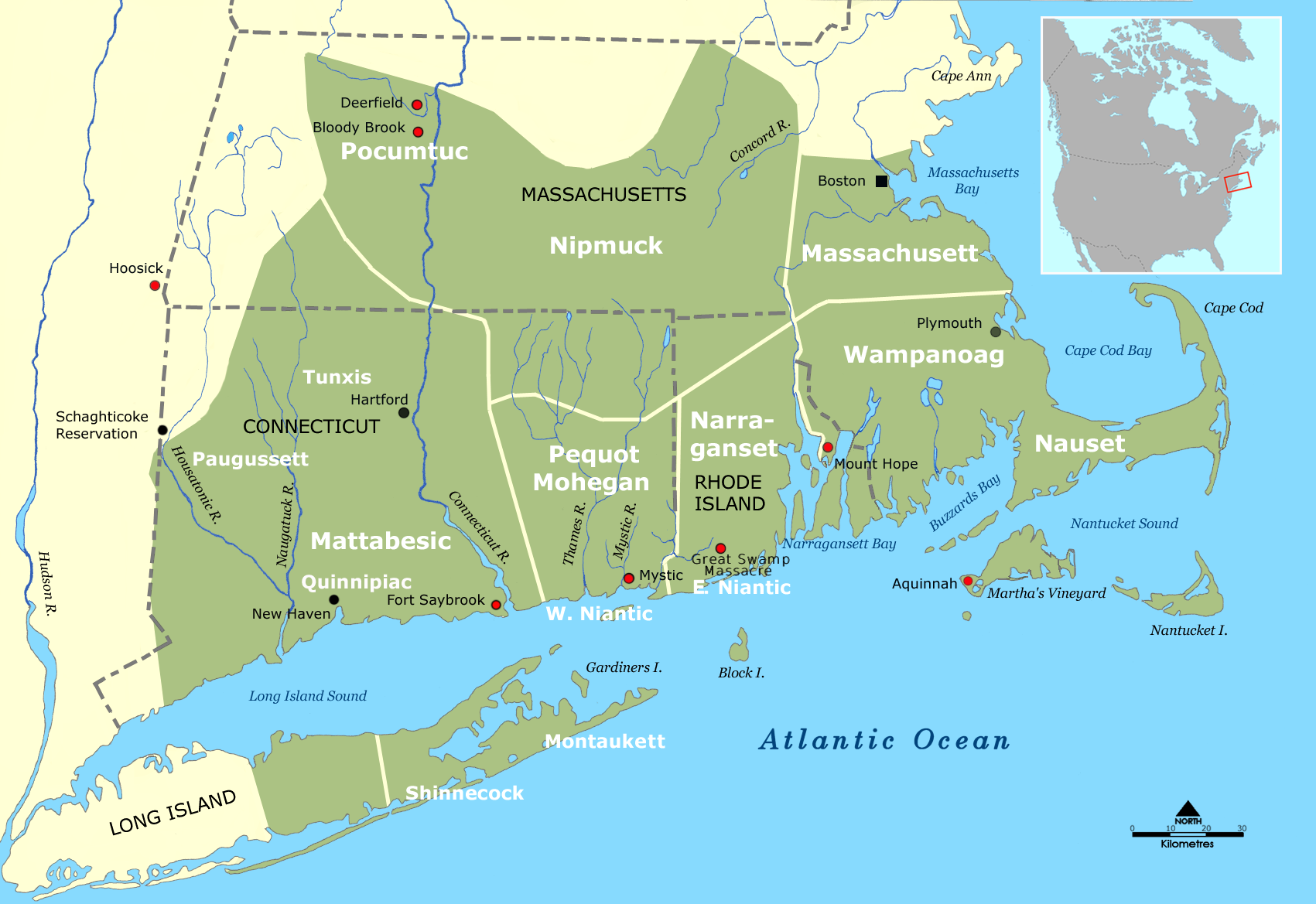
뉴잉글랜드 남부의 인디언 종족 영토들

고고학 증거에 의하면, 매사추세츠 지역은 수 만 년 이전부터 사람이 살았다고 한다.
초기 유럽인 탐험가들은 1500년 경 알곤킨 족을 만났다. 알곤킨 족은 매사추세트, 노세트, 니프머크, 페나쿡, 포콤터크, 왐파노어그 족을 포함하였다.
1616년과 1617년 유럽인들이 전파한 병으로 말미암아 많은 원주민이 사망했다. 1620년, 유럽인 식민지 주민들이 도착하면서 원주민 인구는 대략 30,000명에서 대략 7,000명으로 줄어들었다.

### 초기 탐험
매사추세츠에 처음으로 도달한 첫 유럽인은 1000년 경 도착한 바이킹들이었을 것으로 추정된다. 또한 중국의 몇몇 어부가 1400년대에 이 지역을 방문했다고 추정한다.
1602년, 잉글랜드의 바솔로뮤 고스놀드는 엘리자베스 제도에 있는 커티헝크 섬에 상륙하였다. 그는 그 지역에 케이프코드라는 이름을 붙였다. 1605년과 1606년 프랑스의 사뮈엘 드 샹플랭은 뉴잉글랜드 해안선 지도를 그렸다. 잉글랜드 선장 존 스미스는 1614년 매사추세츠의 해안을 따라 항해하였다. 그의 저서 《뉴잉글랜드의 묘사》는 정착자들을 해안으로 이끌었다.

### 필그림스와플리머스 식민지

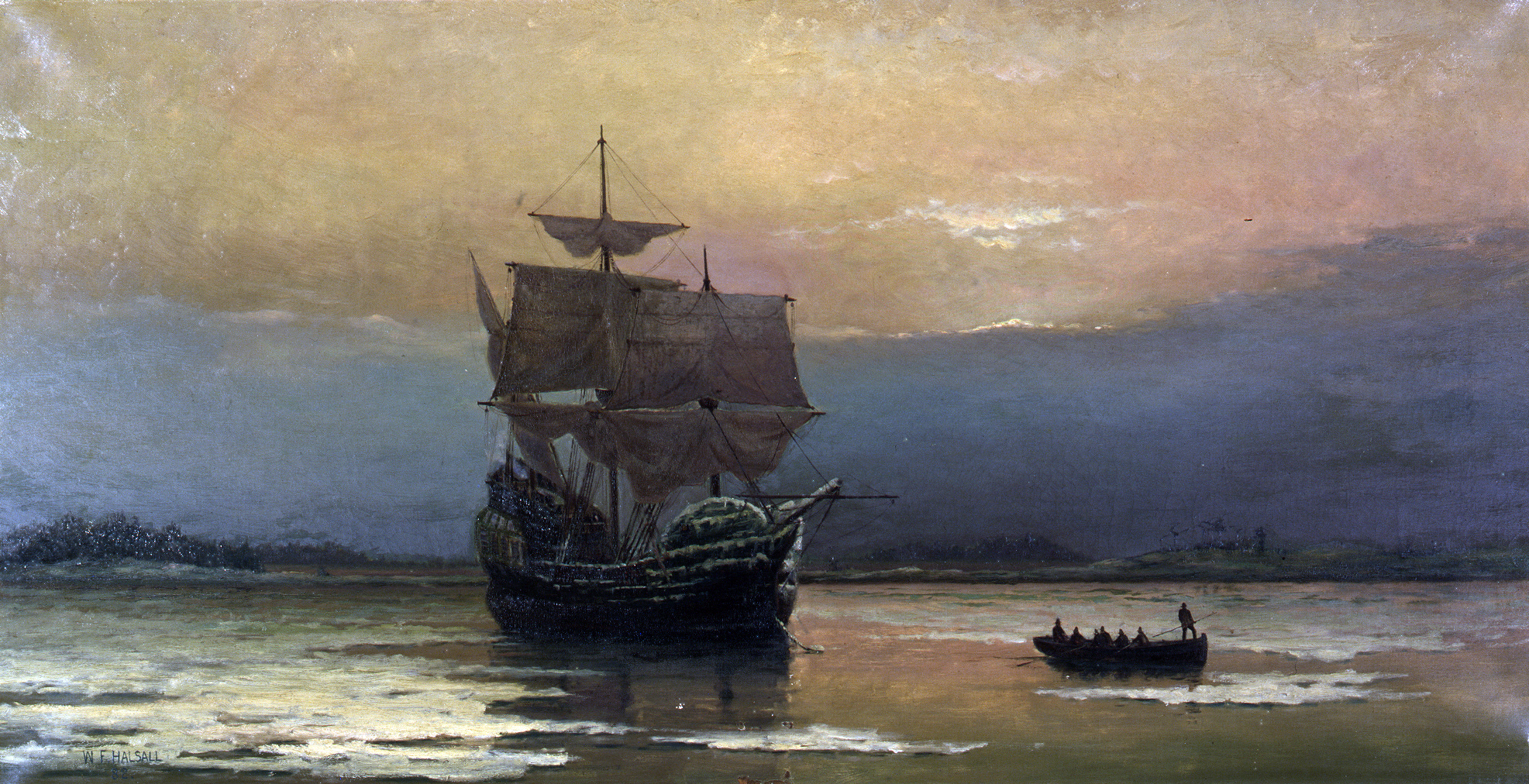
필그림 파더스가 타고 온 메이플라워 호

1500년대 청교도로 알려진 잉글랜드 교회의 몇몇 구성원이 교회를 정화하기 위한 개혁에 호의를 품었다. 1500년대 후반 들어서 어떤 청교도인들은 잉글랜드 교회에서 빠져나갔으며, 이들은 분리파로 불렸다. 어떤 분리파는 네덜란드에서 종교적 자유를 찾아 아메리카에서 새로운 생활을 시작하기로 결정하였다.
뉴잉글랜드 초기 영국인 정착자들은 필그림스로 알려지게 되었다. 1620년 9월 16일, 41명의 분리파들과 영국에서 온 다른 61명의 주민들이 아메리카로 떠난 첫 필그림스 단체가 되었다. 이들은 영국 플리머스에서 메이플라워 호를 타고 항해하였다. 그 해 11월 메이플라워 호는 현재의 프로빈스타운 항구에 닻을 내렸다. 배를 떠나기 전에 필그림스는 "메이플라워 서약"으로 불리는 자치 계획을 작성하였다. 12월에 그들은 케이프코드 만을 가로질러 항해한 후 플리머스에 정착하였다.
필그림스는 아메리카에서 자신들의 첫 겨울 동안에 큰 고생을 겪었다. 그들은 자신들의 사냥감보다 적은 식량을 가졌으며, 그들의 집들은 천연 나무껍질로 만든 피난처였다. 1620년~1621년의 겨울 동안에 정착자들의 절반이 사망하였다. 1621년, 초순에 필그림스는 몇몇 인디언들과 친해졌다. 인디언들은 그들에게 어떻게 옥수수와 콩을 심는지 가르쳐 주었다. 다시 추운 날씨가 올 때는 정착자들은 더욱 편안하게 살고 있었다. 그들은 겨울을 나는 데 충분한 식량을 가졌다. 1621년, 필그림스는 첫 뉴잉글랜드 감사의 기도 축제를 벌였다.
이듬해에 더 많은 정착자들이 플리머스 식민지에 왔다. 필그림스가 상륙한 지 20년 안에 플리머스 식민지는 8개의 마을들이 생겨났고, 대략 2,500명의 주민들이 살았다.

### 매사추세츠 만 식민지
1628년, 청교도들의 합동 회사는 매사추세츠 만 지역에 정착자들의 단체를 보냈다. 그들은 이미 거기에 설립된 작은 정착지에 가입하였고, 세일럼이라고 불렀다. 1629년, 잉글랜드의 찰스 1세는 회사에 헌장을 수여하였다. 헌장은 회사에 그 지역에 정착과 통치를 하는 데 필요한 더욱 강한 권리를 주었다. 1630년, 영국의 변호사 존 윈스롭은 세일럼으로 대략 1,000명의 청교도들을 이끌고 갔다. 그 해 후반에 그들은 세일럼을 떠나 오늘날의 보스턴의 지역에 정착지를 창립하였다. 식민지는 번창하였다. 1640년을 기준으로 매사추세츠 만 식민지에는 대략 10,000명의 정착자들이 있었다.

### 다른 식민지들
매사추세츠 만 식민지는 정치적 자유와 정부의 대표적인 형성을 이루었다. 1641년, 식민지의 첫 법전이 "매사추세츠 자유법령"으로 알려진 문서에 적어두었다. 그러나 청교도들은 식민지에 자신들의 소유를 제외하고 종교에 허락하지 않았다. 어떤 종교적인 단체들은 식민지의 밖으로 제거되고, 다른이들은 자신들의 소유에 남겨졌다.
이 매사추세츠 정착자들은 종교적 자유를 찾기 위한 뉴잉글랜드의 다른 지역들에 식민지를 세우는 도움을 주었다. 그들은 코네티컷(1635년), 로드아일랜드(1636), 뉴햄프셔(1638년)과 메인주(1652년)에 정착지들을 설립하였다. 코네티컷과 로드아일랜드는 곧 독립적 식민지들이 되었다. 뉴햄프셔는 1680년까지 매사추세츠에서 갈라지지 않았다. 메인은 1820년까지 매사추세츠의 일부로 남아있었다.

### 필립 왕의 전쟁
왐파노어그 족의 족장 매사소이트는 플리머스 식민지 주민들과 친구로서 지내왔다. 그러나 필립 왕으로 불린 그의 아들 메타콤이 1662년, 족장이 되었다. 그는 백인 정착자들에 위협을 느꼈다. 그는 정착자들이 인디언들을 전멸시키고 그들의 대지들을 몰수할 것이라고 믿었다.
1675년, 메타콤이 이끄는 왐파노어그 족과 플리머스, 매사추세츠 만의 식민지 주민들 사이에 싸움이 시작되었다. "필립 왕의 전쟁"으로 알려진 이 분투에서 백인과 인디언 정착지들이 불타고 양쪽에서 수 백 명의 사람들이 사망하였다. 1676년, 식민지 주민 군에 복무한 한 인디언이 메타콤을 살해하여 뉴잉글랜드 남부에서 전쟁을 끝냈다. 뉴잉글랜드의 북부에서는 1678년까지 싸움이 지속되었다. 이후 매사추세츠의 전역에서 인디언의 위협이 끝났다.

### 영국과의 분쟁
매사추세츠가 잉글랜드에 속하였어도 식민지 주민들은 가끔 바다 건너에서 통치에 저항하였다. 잉글랜드는 식민지 주민들이 모국 만과 교역을 해야 한다고 믿었다. 그러나 매사추세츠 식민지 주민들은 동의하지 않고, 다른 나라들과 교역을 하였다. 엄격한 통치의 시도는 일부의 식민지 주민들에 적은 영향을 가졌다. 1684년, 찰스 2세는 매사추세츠 헌장을 취소하였다.
제임스 2세가 1685년, 잉글랜드의 국왕이 되었다. 1686년 그는 "뉴잉글랜드 자치령"이라 불리는 매사추세츠와 다른 식민지들에 정부를 설립하였다. 국왕은 에드먼드 앤드로스 경을 자치령의 총독으로 임명하였다.
제임스 2세는 1688년에 축출되었다. 이듬해 그의 딸 메리와 그녀의 남편 오린지 가의 윌리엄이 잉글랜드의 합동 통치자가 되었다. 매사추세츠의 식민지 주민들이 소식을 듣자, 그들은 앤드로스를 물러나게 하고, 자신들의 일시적 정부를 세웠다. 1691년, 윌리엄과 메리는 매사추세츠에 새 헌장을 인정하였다. 이 헌장은 플리머스 식민지를 매사추세츠 만 식민지와 결합하고, 마더스 빈야드 섬을 추가하였다.
1692년, 윌리엄 핍스 경은 매사추세츠의 첫 왕립 총독이 되었다. 그의 가장 중요한 활동들 중의 하나로, 마녀사냥을 끝냈다.

### 프렌치 원주민 전쟁
1689년, 프렌치 인디언 전쟁의 4개중의 첫 전투가 벌어졌다. 영국의 식민지 주민들은 프랑스 식민지들과 그들에게 협조한 인디언들을 대항하면서 싸웠다. 1689년과 1713년 사이에 매사추세츠의 북부와 서부 경계들에 따라 살던 정착자들은 지속적으로 프랑스와 인디언들의 공격에 대항하였다. 1713년, 영국, 프랑스와 다른 유럽의 나라들은 위트레흐트 조약을 맺었다. 매사추세츠에서 번영의 시기가 시작되었다. 타운들의 다스가 식민지의 중부와 서부 지역들에 튀어올랐다. 그러나 전쟁은 1740년대에 다시 일어나가 시작하였다. 결국 1763년, 영국의 승리와 함께 전쟁이 끝났다.

### 독립 전쟁 전의 세월들
식민지 전쟁들은 영국에 빚을 남겼다. 식민지들의 방어를 위한 돈을 내기 위해, 영국군들은 아메리카 식민지들에 엄격한 세금을 부과하였다. 그러나 1765년, 인지 조례가 격심한 항의를 초래했다. "대표 없이 세금을 못 낸다"라는 절규는 식민지를 걸쳐 퍼졌다. 화가 난 반란군들은 부총독의 자택을 파괴하였다. 보스턴에서 영국군들의 존재는 식민지 주민들과 왕실 사이에 갈등을 초래하였다. 1770년, 영국군은 보스턴의 반란을 싸우는 동안에 일부 식민지 주민들을 살해하였다. 이 사건은 보스턴 대학살로 불렸다. 1773년, 화가 난 식민지 주민들은 영국의 차 세금에 항의하는 보스턴 차 사건을 일으켰다. 식민지 주민들은 영국 차의 342 상자를 보스턴 항구에 던져버렸다.
영국군은 식민지 주민들을 처벌하기 위한 법안을 연속으로 통과시켰다. 그러나 이 법안들은 단지 식민지 주민들을 더욱 화나게 하고, 아메리카 식민지를 독립시키는데 도움을 주었다. 1775년 4월 18일, 영국군은 콩코드에서 식민지 주민들이 숨긴 화약의 공급을 압수 혹은 파괴하려고 보스턴에서 집합하였다. 폴 레버와 다른 이들은 영국군들이 온다는 것을 자신들의 동료 애국자들에게 알리기 위해 매사추세츠의 한 지방을 가로질렀다. 다음 날 아침에 렉싱턴에서 미국의 민병들이 미국 독립 전쟁의 시작 전투를 싸웠다.

### 미국 독립 전쟁
미국 독립 전쟁이 매사추세츠에서 시작되었다. 초기 전투의 대부분이 매사추세츠 땅에서 일어났다. 매사추세츠의 군인들은 렉싱턴, 콩코드와 벙키 힐에서 용감하게 싸웠다. 1775년 7월 3일, 조지 워싱턴 장군은 케임브리지에서 대륙군을 지휘하였다. 1776년, 봄에 워싱턴은 보스턴에서 영국군을 몰아내고 전쟁의 첫 승리를 거두었다. 싸움은 거의 매사추세츠 밖으로 나가 뉴욕, 뉴저지와 펜실베이니아로 들어갔다. 그러나 매사추세츠는 지속적으로 군인과 공급 물자를 보냈다. 바다에서 매사추세츠의 군함들이 영국의 상선에 거대한 손해를 입혔다.
매사추세츠에서 독립 전쟁의 영향은 대부분 농부들에 대한 것이었다. 1783년, 전쟁이 끝난 후, 농산물의 가격이 떨어졌다. 돈은 많은 농부들이 세금 혹은 빚들을 못 내어 세수가 부족해졌다. 자신들의 농장들을 잃고 감옥에 갈 위험에 처한 농부들을 쉴 틈이 없어졌다. 1786년 9월, 대니얼 셰이즈는 스프링필드에 있는 법원의 앞에서 항의를 하고, 화가 난 농부들의 단체를 이끌었다. 셰이즈의 폭동이라고 불린 이 싸움은 1787년 2월 농부들이 항복하면서 끝났다.
매사추세츠의 농부들은 또한 미국 헌법의 찬성에 반대하였다. 1788년 2월 6일, 매사추세츠는 헌법을 찬성하고 6번째 주로서 합중국에 가입하였다. 매사추세츠주는 확실한 수정 헌법이 개인 권리들을 추가하는 조건으로 헌법을 찬성하였다. 미국 헌법에 권리 장전이 1791년 12월 15일 실시되었다.

### 주 승격

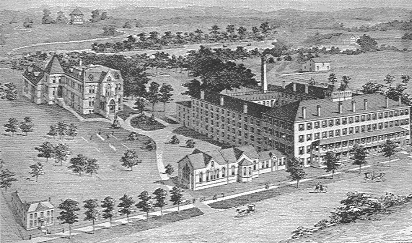
1837년의 마운트 홀이오크

매사추세츠주는 주로서 그 초기 동안에 번영하였다. 1800년대에 프랑스와 영국이 전쟁을 벌였다. 자신들의 배를 유럽의 바다로 보내려는 미국의 선주들은 거대한 이득을 볼 수 있었다. 그러나 영국과 프랑스는 모두 자신들의 항구로 들어오는 외국 배들에 공격을 하려고 했다. 토머스 제퍼슨 대통령은 미국의 배에 대한 공격이 미국을 전쟁으로 몰 것이라는 위협을 느꼈다. 1807년, 그는 미국이 다른 나라에 수출하는 것을 멈추고 미국의 배들이 외국의 항구로 항해하는 것을 금지한 봉쇄령을 통과하도록 의회를 설득시켰다.
봉쇄령이 가져온 결과로 인한 어려움과 미영 전쟁은 매사추세츠 주민들에게 새로운 방향의 인생을 강조하였다. 물건들은 수입을 하는 것보다 집에서 만들어야 했다. 1814년, 프랜시스 캐벗 로얼은 월트햄에 섬유 공장을 지었으며, 미국의 첫 공장들 중의 하나였다. 다른 제재소들이 곧 매사추세츠주의 동부에서 운영되었다. 1825년, 뉴욕 주에서 이리 운하의 개통과 함께 곡물들이 서부에서 뉴잉글랜드로 가져올 수 있었다. 매사추세츠주의 농업은 고통을 겪었으며, 농부들은 주를 떠나거나 공장에 일하러 갔다.
1840년대에는 아일랜드 이민자들의 다수가 매사추세츠주로 들어왔다. 공장들을 위한 값이 싼 노동력을 마련하였다. 직업들의 경쟁은 이민들과 주의 본고장 미국인들 사이에 긴장의 원인을 일으켰다.
1860년대 초반까지 포경업이 뉴베드퍼드, 낸터킷과 보스턴에서 번창하였다. 그 산업은 등유가 고래기름을 대신하면서 쇠퇴하였다.

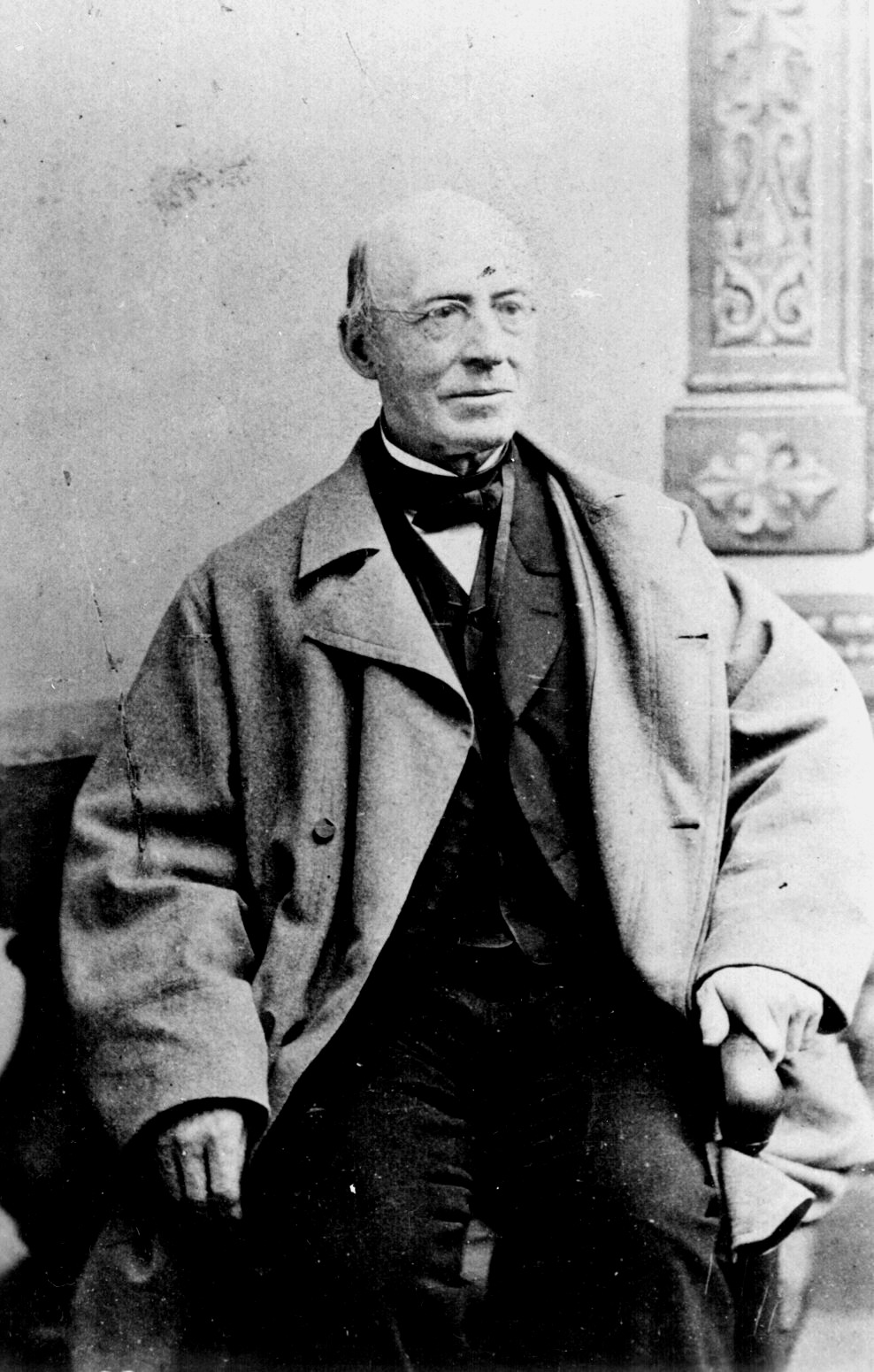
윌리엄 로이드 개리슨

반노예주의 운동은 매사추세츠주에서 넓은 지지를 받았다. 1831년, 보스턴의 윌리엄 로이드 개리슨은 반노예주의 신문 《해방자》를 발간하였다. 1832년, 뉴잉글랜드에서 온 반노예주의자들은 보스턴에서 반노예주의 사회를 형성하였으며, 노예들이 캐나다로 탈출하는 데 도움을 주었다. 매사추세츠주의 어떤 주민들은 반노예주의에 반대하였다. 그들은 자신들이 과격적 책략이라 여기는 것에 반대하였다. 그들은 남부의 경작자들이 매사추세츠주의 섬유 산업을 위한 면화 공급을 깎을 것 같은 위협을 가졌다.
1850년 의회는 노예 주인들과 노예제를 반대한 주민들 사이에 논쟁을 진정시켰다. 이 법령들은 1850년 타협으로 불리었다. 매사추세츠주의 상원 대니얼 웹스터는 합중국을 보호하기 위한 필요로서 타협을 방어하였다. 그러나 매사추세츠주의 많은 주민들은 동의하지 않았다. 에이브러햄 링컨과 공화당은 1860년 대통령 선거에 주를 날랐다.
남북 전쟁이 일어나는 동안에 매사추세츠주는 북부에 강한 지지를 주었다. 주는 125,000명 이상의 남성들을 북군의 육군, 대략 20,000명을 해군에 배치하였다. 매사추세츠주의 조선가들은 많은 북군 군함을 지어 장비하였다.
전쟁이 끝난 후, 주에서 산업이 확장되었다. 섬유 산업이 번영하고, 가죽과 금속 산업들이 재빠르게 번창하였다. 수 천 명의 이민자들이 산업 노동 수요를 맞추기 위해 주로 쏟아져 들어왔다.
1870년대 동안에 발명가 알렉산더 그레이엄 벨이 보스턴에서 전화를 개발하였다. 보스턴과 로드아일랜드 주의 프로비던스 사이의 전화선이 설치되었다.

### 1900년대 초반
1900년에 들어서, 인구는 대략 250만 명으로 증가하였다. 대략 30 퍼센트의 이 주민들은 다른 나라들에서 미국에 왔다. 자신들의 다양한 배경과 함께 이 거대한 수의 주민들은 주에 새로운 문제들을 가져왔다. 공동체들은 수자원 공급, 하수 설비, 주택 건설과 경찰 보호 같은 서비스들에 마련돼야 하였다. 산업 근로자들은 임금과 근무 상태와 함께 행복하지 않았다. 1912년, 로런스에서 섬유 파업이 섬유 산업의 열악한 근무 상태로 전국적으로 주목을 이끌었다. 파업에 따라 개선이 이어졌다.
1917년, 미국이 제1차 세계 대전에 참전하자, 매사추세츠주의 양키(제26) 사단이 프랑스의 전투지에 도달한 첫 주방위군 사단이 되었다. 전쟁 중에 주에서 값이 오르고 근로자들은 생활비의 증가를 맞추기 위해 더 높은 임금을 요구하였다. 보스턴 경찰의 대략 4분의 3이 파업에 들어갔다. 캘빈 쿨리지 주지사는 보스턴으로 주방위군을 보내면서 파업을 끝내는 데 도움을 주었다. 쿨리지는 그의 활동 덕분에 국가적으로 넓은 명성을 얻었고, 1920년 부통령으로 선출되었다.
3년 후에 쿨리지는 워런 G. 하딩 대통령의 사망에 이어 대통령이 되었다. 하딩의 기간을 채운 후에 쿨리지는 1924년, 전임적인 대통령으로 선출되었다.
1920년대에 매사추세츠주의 경제는 주의 남부와 서부에 있는 섬유와 구두 산업들의 경쟁으로 인해 고통을 겪었다. 그러나 다른 산업들은 지속적으로 번창하였다. 1929년 대공황이 미국에 타격을 주었다. 매사추세츠주는 연방 정부가 국가적으로 넓은 프로그램들을 결성할 때까지 주 자신의 실업 구제 프로그램을 실행하였다.

### 1900년대 중반
제2차 세계 대전이 일어나는 동안에 주의 경제는 높이 치솟았다. 매사추세츠주의 공장들과 조선소들은 큰 양의 전쟁 물자를 생산하였다.
구두와 섬유의 제조업을 포함한 많은 전통적 매사추세츠주의 산업들은 1950년대와 1960년대에 거대하게 쇠퇴하였다. 주의 많은 산업들은 우주와 로케트의 연구 혹은 전자 용품의 생산으로 방향을 바꾸었다. 수 백 개의 연구 노동들이 많은 대학들의 시설과 인원을 이용하면서 보스턴의 내부와 주위가 발달되었다. 미국 해군은 1959년 퀸시에서 "롱비치"라 불리는 첫 핵표면선을 발포하였다.
많은 다른 주들처럼, 매사추세츠주는 1900년대 중반에 심각한 인종 문제들을 직면하였다. 1957년, 주의 입법부는 공공 주택에서 인종 분리를 금지하였다. 1963년, 새 입법은 사설의 주거지의 대부분에서 물론, 인종 분리를 불법으로 만들었다. 1970년대 중반에 보스턴의 공립 학교들의 연방 법원의 명령에 의하여 인종 차별 대우를 폐지하였다.
1950년대와 1960년대 브루클린의 케네디 주와 국내적 정치에서 세력을 얻게 되었다. 존 F. 케네디는 1961년부터 1963년 암살당할 때까지 미국의 대통령을 지냈다. 대통령으로 선출될 때에 그는 미국 상원에서 매사추세츠주를 대표하였다. 그의 동생 로버트 케네디는 1961년부터 1964년까지 법무 장관을 지내다가, 뉴욕주의 상원으로 선출되었다. 그는 1968년 민주당 대통령 후보를 위한 선거 운동 중에 암살당하였다. 막내 동생 에드워드 M. 케네디는 1962년부터 2009년에 사망할 때까지 매사추세츠주의 상원을 지냈다.

### 1900년대 후반
1900년대 후반에 다른 주들과 같이 매사추세츠주는 다수의 주민과 산업들이 도시들에서 외곽들로 이주하였다. 매사추세츠주는 군사 연구와 개발을 위한 중심지와 금융, 교육, 보험과 보건에서 주요한 성과를 남겼다. 1990년대 초반에 국내적으로 불경기가 매사추세츠주와 다른 북동부의 주들에 타격을 주었다. 그러나 첨단 기술과 관광업 같은 산업들에 번창이 주가 회복하는 데 도움을 주었다.

### 21세기
2003년, 보스턴에서 도시의 중앙 수로를 대체하기 위해 지하 고속도로가 교통을 위하여 개장되었다. 군중들이 많이 몰리는 중앙 수로를 대체하는 사업이 1991년에 시작되었다. 1950년대에 지어진 중앙 수로가 미국 도시의 중앙에 건설된 첫 고가도로였다. 1900년대 후반에 들어서 증가한 교통을 충족시키지는 못하였다. 중앙 수로/터널 프로젝트는 미국 역사상 가장 비싸고, 가장 복잡하고, 가장 기술적으로 도전적인 고속도로 프로젝트들 중의 하나였다.
2003년 11월, 매사추세츠주는 동성애 결혼에 논쟁의 중심이 되었다. 그 달에 주의 대법원은 동성애 부부들이 결혼하는 것을 허락하지 않았던 것이 주 헌법의 폭력이었다는 것을 지배하였다. 법원은 주를 위한 최종 기한이 동성의 부부들에 결혼 허가를 제공하기 시작하면서 2004년 4월에 세워졌다. 주지사와 입법자들은 연기를 추구하였으나 법원은 그 최종 기한에 품었다. 동성애 결혼은 그해 5월 17일 매사추세츠주에서 법적이 되었다.
2007년, 민주당원 더발 패트릭이 주의 첫 아프리카계 미국인 지사가 되었다.

## 경제

### 서비스업
서비스업은 매사추세츠주의 고용과 국내 총생산 모두의 가장 큰 일부를 차지한다. 이 산업들은 주로 보스턴 지역에서 운영된다.
보스턴은 국가에서 주요 금융의 중심지 중 하나다. 주요 오픈엔드 투자 주식회사인 피델리티 투자 회사가 이 도시에 본부를 두었다. 보스턴은 증권 거래소, 많은 큰 보험 회사와 토지 보유 회사들의 본거지이다. 큰 금융 회사들은 또한 스프링필드와 우스터에 기지를 두었다.
주 정부의 활동들은 보스턴에 기지를 두었다. 도시는 세계에서 주요한 의료 연구의 중심지들 중 하나이다. 사립의 대학과 단과 대학들이 매사추세츠주에서 주요 고용주들이다. 주의 호텔, 식당과 소매상들을 주로 보스턴 지역에서 이루어진다. 이들은 특히 각해마다 주를 방문하는 수천만 명의 관광객들에서 이득을 얻는다.

### 제조업

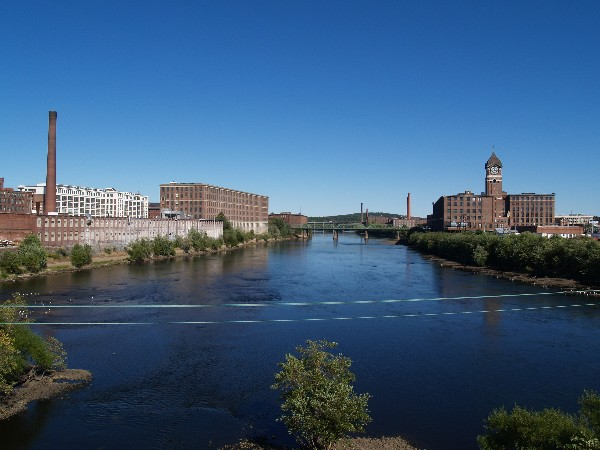
로런스의 제재소

컴퓨터와 전자 제품들은 주의 주요한 제조품들이다. 마이크로칩을 포함한 컴퓨터 장치는 이 산업의 주요 부분이다. 전자 회사들 휼렛 패커드와 인텔은 주에서 제조되고 운영이 연구된다. 보스턴 지역은 컴퓨터를 만드는 많은 공장들이 있다. 또한 통신 용품, 특히 방송 장치와 전화 용품, 탐색과 항해술 장치도 중요하다.
주는 또한 화학품, 합성 금속 제품, 식료품, 기계와 의료적 용품들을 만든다. 약품은 주의 주요한 화학품이다. 합성 금속 제품들은 탄약, 총, 연장 등을 포함한다. 제과류, 낙농품, 생선과 정육은 주요한 식료품들이다. 기계의 타입은 금속 세공품과 컴퓨터 산업을 위한 기계를 포함한다. 매사추세츠주는 의료 용품의 제조업에서 주요한 주이다.

### 농업
농장 지대는 매사추세츠주 대지 지역의 대략 10 퍼센트를 뒤덮고 있다. 온실과 종묘장의 산품들은 주의 농장 소득의 주요한 근원이다.
크랜베리는 매사추세츠주에서 가치 있는 농산물 중에 2위에 올랐다. 주는 미국에서 자란 크랜베리의 대략 4분의 1을 생산한다. 크랜베리의 대부분은 케이프코드의 서부에 있는 해안 저지대의 늪에서 자란다.
우유는 매사추세츠주의 주요한 축산물이다. 매사추세츠주의 농부들은 육우를 사육하거나 사과, 달걀, 건초, 감자, 사탕 옥수수와 담배를 생산하기도 한다.

### 광업
깨진 돌, 모래과 자갈의 생산은 주의 광업 소득의 대부분을 마련한다. 트랩은 주요한 깨진 돌의 생산물이다. 주의 동부는 모래와 자갈 생산에서 선두적이다.
점토, 화강암과 석회암도 주에서 체굴된다.

### 수산업
매사추세츠주는 주요한 상업적 수산업주 중 하나이다. 글루스터와 뉴베드퍼드는 1년의 물고기 잡이에서 주요한 미국의 항구들 중 하나이다. 매사추세츠주에서 주로 잡히는 수산물은 가리비이며, 가재가 그 다음이다. 매사추세츠주는 가리비와 가재 모두의 주요한 생산지이다. 매사추세츠주는 또한 대합조개, 가자미목, 해덕, 청어, 굴과 다랑어 등을 생산하는 주요한 주이다.

## 주민
| 인구조사          | 인구      | Note | %±    |
| ----------------- | --------- | ---- | ----- |
| 1790년            | 378,787   |      | —     |
| 1800년            | 422,845   |      | 11.6% |
| 1810년            | 472,040   |      | 11.6% |
| 1820년            | 523,287   |      | 10.9% |
| 1830년            | 610,408   |      | 16.6% |
| 1840년            | 737,699   |      | 20.9% |
| 1850년            | 994,514   |      | 34.8% |
| 1860년            | 1,231,066 |      | 23.8% |
| 1870년            | 1,457,351 |      | 18.4% |
| 1880년            | 1,783,085 |      | 22.4% |
| 1890년            | 2,238,947 |      | 25.6% |
| 1900년            | 2,805,346 |      | 25.3% |
| 1910년            | 3,366,416 |      | 20.0% |
| 1920년            | 3,852,356 |      | 14.4% |
| 1930년            | 4,249,614 |      | 10.3% |
| 1940년            | 4,316,721 |      | 1.6%  |
| 1950년            | 4,690,514 |      | 8.7%  |
| 1960년            | 5,148,578 |      | 9.8%  |
| 1970년            | 5,689,170 |      | 10.5% |
| 1980년            | 5,737,037 |      | 0.8%  |
| 1990년            | 6,016,425 |      | 4.9%  |
| 2000년            | 6,349,097 |      | 5.5%  |
| 2010년            | 6,547,629 |      | 3.1%  |
| 2019 (추산)       | 6,892,503 |      | 5.3%  |
| [ 3 ] [ 4 ] [ 5 ] |           |      |       |

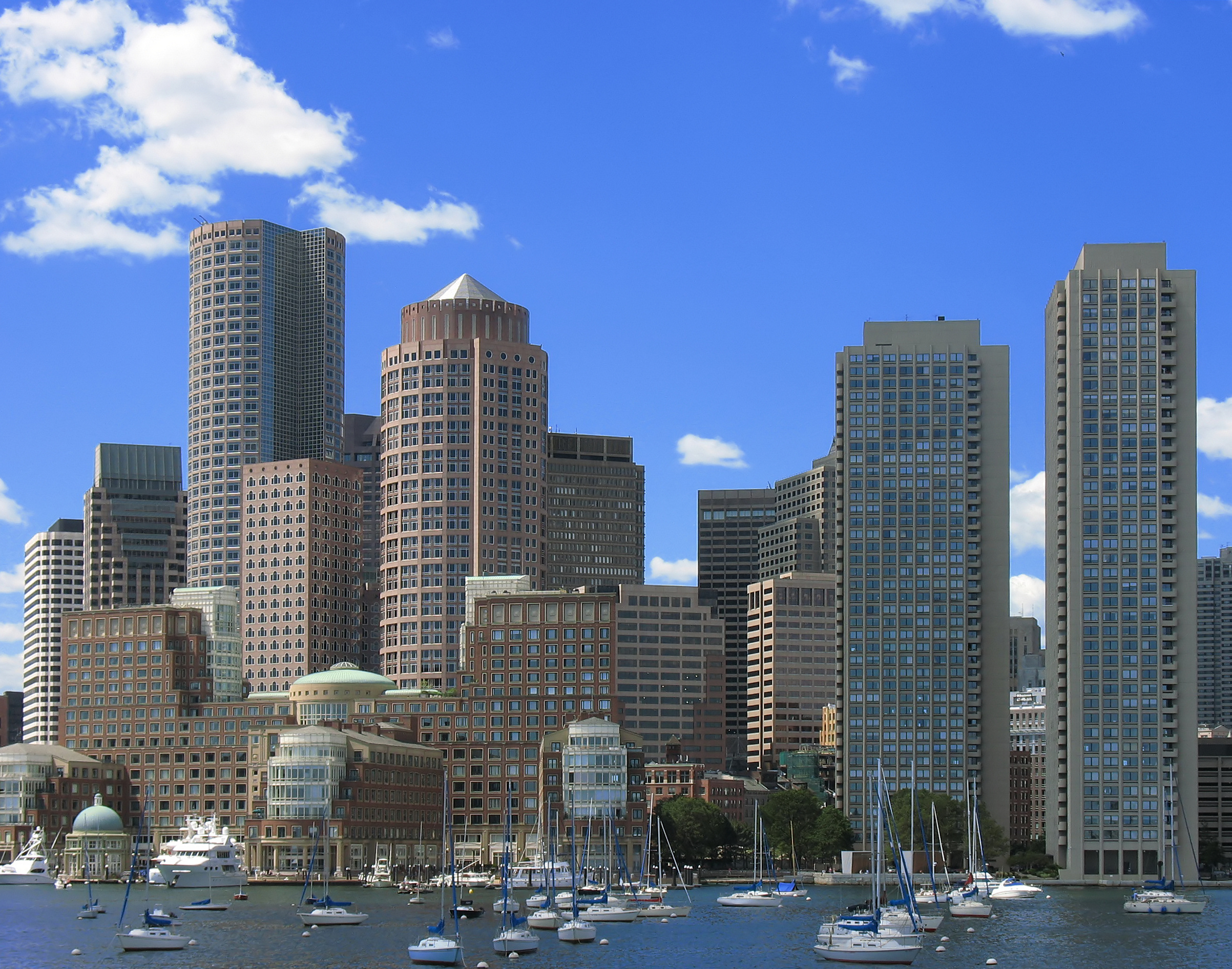
다운타운 보스턴

2000년, 미국 인구 조사국은 매사추세츠주의 인구가 6,349,097명이라고 보고하였다. 1990년의 6,016,425명에서 5.5 퍼센트나 증가하였다. 2000년, 조사국에 의하면 매사추세츠주는 50개의 주들 중에 인구에서 13위에 올랐다.
매사추세츠 주민의 거의 모두가 메트로폴리탄 지역들 중 하나에 살고 있다. 이 지역들은 반스테이블 타운, 보스턴-케임브리지-퀸시, 피츠필드, 프로비던스(로드아일랜드)-뉴베드퍼드-워릭(로드아일랜드), 스프링필드와 우스터이다.
보스턴은 주의 가장 큰 도시이자, 매사추세츠주의 주도이다. 매사추세츠주의 다른 대도시들에는 인구 순으로 우스터, 스프링필드, 로얼, 케임브리지, 브록턴과 뉴베드퍼드가 있다.
매사추세츠주에 살고 있는 주민들의 대략 88 퍼센트가 미국에서 태어났다. 주의 가장 큰 인구 집단은 아일랜드, 이탈리아, 프랑스와 영국 계통이다. 주 인구의 대략 7 퍼센트는 히스패닉이다. 아프리카계 미국인은 대략 5 퍼센트, 아시아인들은 대략 4 퍼센트를 차지한다.

## 사진

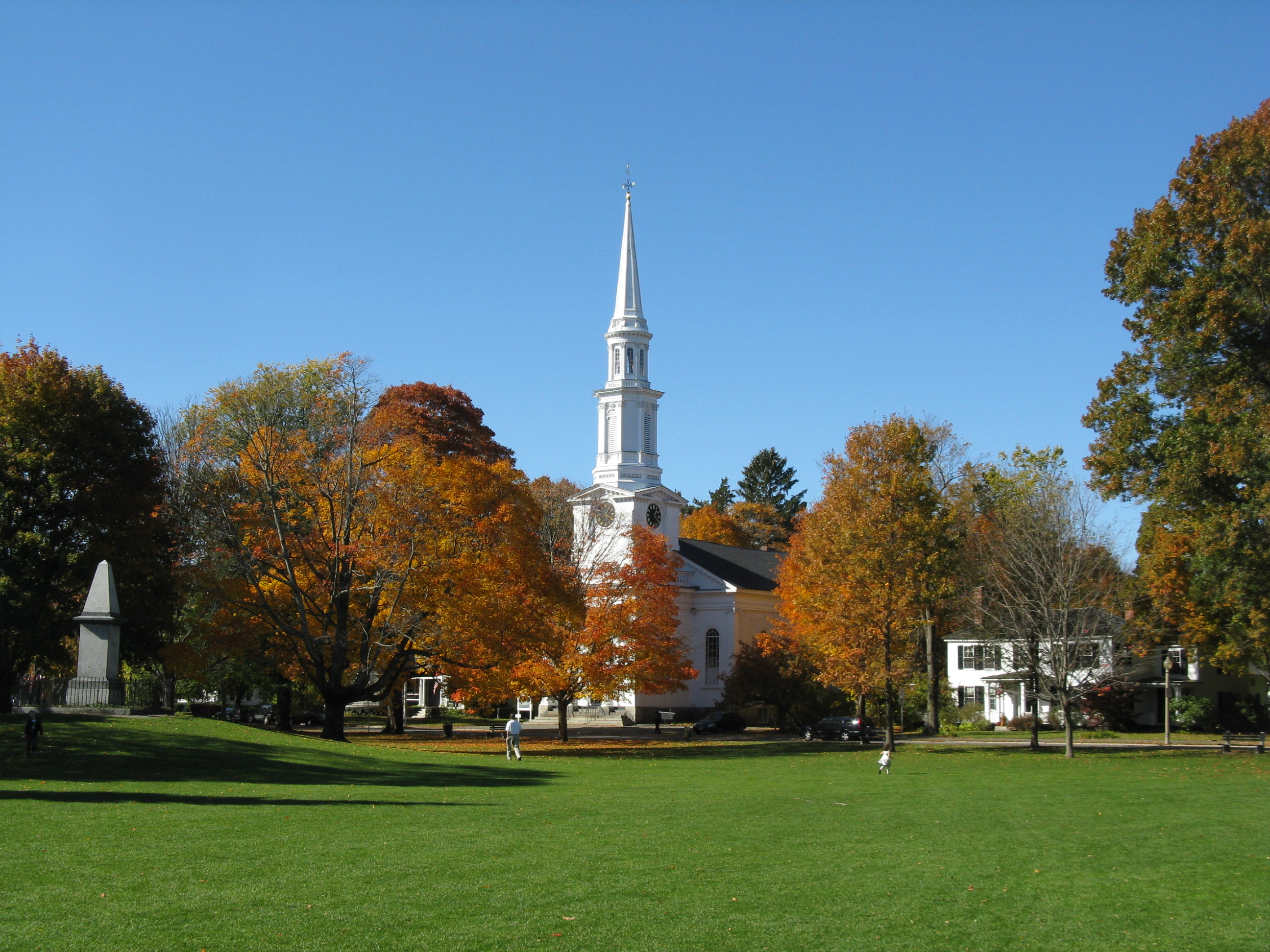
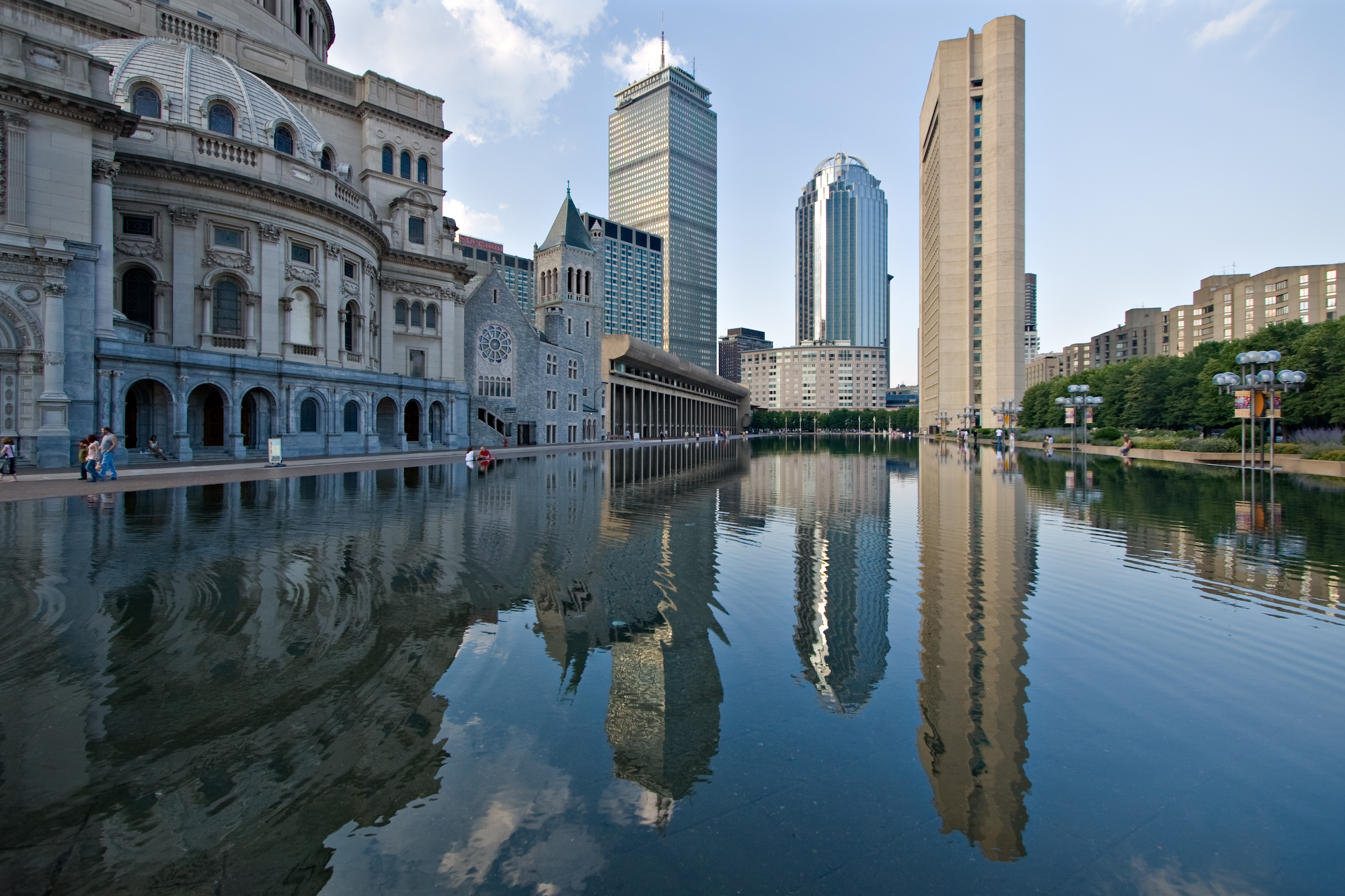
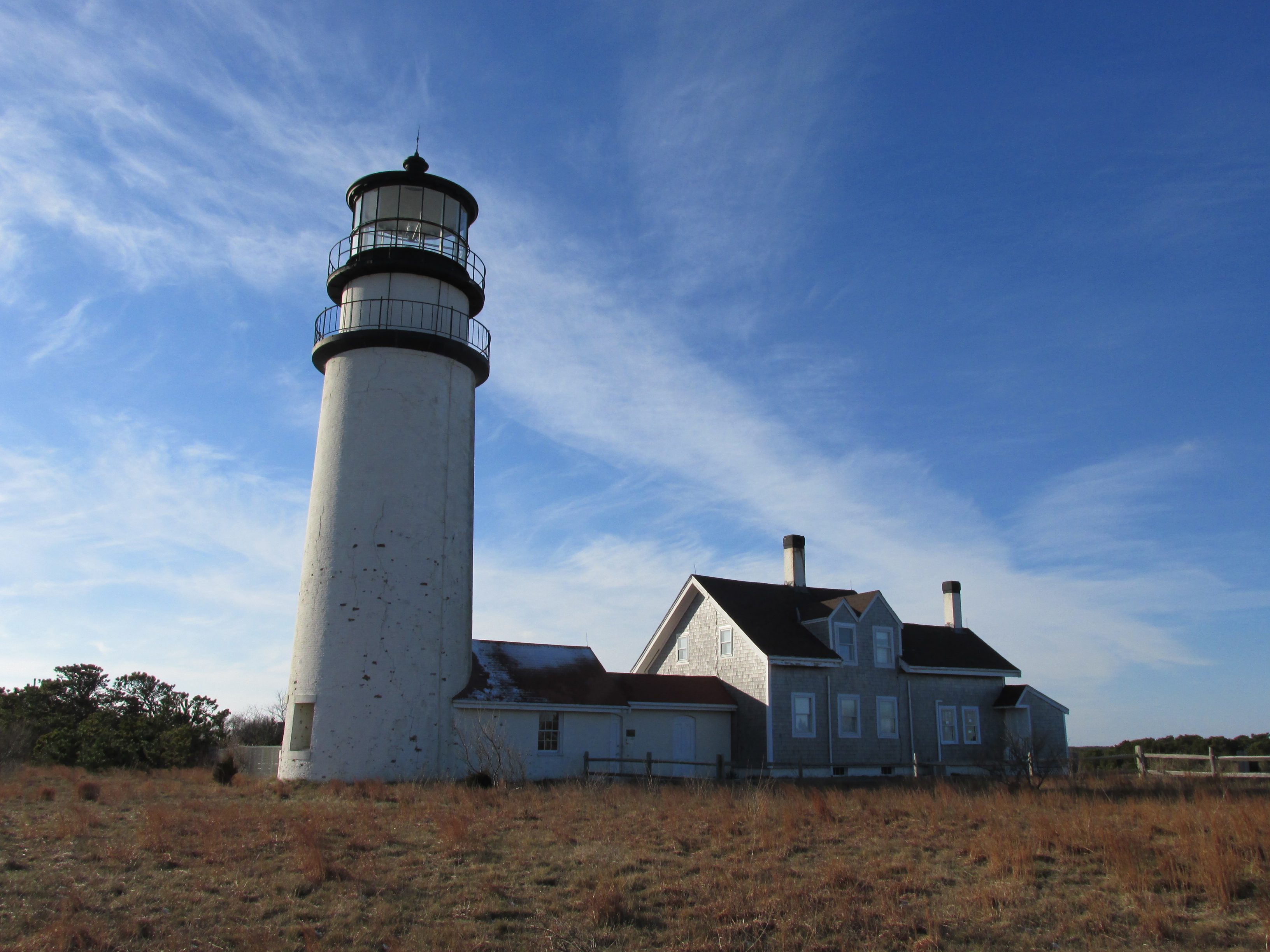

## 같이 보기
- 매사추세츠만 식민지
- 뉴잉글랜드
- USS 매사추세츠